# David Luiz
David Luiz Moreira Marinho (ur. 22 kwietnia 1987 w Diademie) – brazylijski piłkarz występujący na pozycji środkowego obrońcy w brazylijskim klubie Flamengo. W latach 2010–2017 reprezentant Brazylii. Posiada również obywatelstwo portugalskie.

## Kariera klubowa
David Luiz Moreira Marinho zawodową karierę piłkarską rozpoczął w 2005 w Vitórii Salvador, w której zadebiutował w wieku osiemnastu lat. W ekipie „Leão da Barra” brazylijski obrońca występował przez dwa sezony, w trakcie których rozegrał 47 ligowych meczów.
W styczniu 2007 Luiz trafił do ligi portugalskiej, gdzie na zasadzie wypożyczenia zasilił SL Benficę. Zadebiutował w niej w meczu z Paris Saint-Germain w Pucharze UEFA, kiedy to zastąpił kontuzjowanego Luisão. W Primeira Liga po raz pierwszy wystąpił 12 marca w spotkaniu z União Leiria. Jego gra spodobała się działaczom Benfiki i Brazylijczyk po zakończeniu ligowych rozgrywek podpisał z Benficą pięcioletni kontrakt. 5 sierpnia strzelił pierwszą bramkę dla swojej drużyny w meczu ze Sportingiem w Torneio de Guadiana, natomiast pierwszego gola w lidze portugalskiej zdobył 11 stycznia 2009 w pojedynku z SC Braga, zapewniając Benfice zwycięstwo 1:0. W sezonie 2009/2010 wraz ze swoim zespołem zdobył mistrzostwo Portugalii.
31 stycznia 2011 Luiz przeszedł za nieujawnioną kwotę do Chelsea, z którą podpisał pięcioipółletni kontrakt. W ramach transferu do Benfiki latem 2011 przeszedł Nemanja Matić. W nowym zespole Brazylijczyk zadebiutował 6 lutego w przegranym 0:1 meczu z Liverpoolem, w którym zmienił w 73. minucie Jose Bosingwę. 1 marca w spotkaniu z Manchesterem United, strzelając wolejem z prawej części pola karnego w prawy, dolny róg bramki Edwina van der Sara, zdobył gola, przyczyniając się do zwycięstwa 2:1. W 2012 roku wraz z londyńskim zespołem wygrał Ligę Mistrzów – w finałowym pojedynku z Bayernem Monachium wystąpił w podstawowym składzie, a w serii rzutów karnych strzelił bramkę. W meczu Ligi Europejskiej przeciwko klubowi FC Basel strzelił gola co pomogło Chelsea awansować do finału Ligi Europy.
23 maja 2014 roku Chelsea uzgodniła warunki transferu Luiza z francuskim Paris Saint-Germain, zaś 13 czerwca oficjalnie doszło do podpisania pięcioletniego kontraktu.
31 sierpnia 2016 roku Chelsea sprowadziła Davida z powrotem za kwotę wynoszącą około 30 milionów funtów.
W sierpniu 2019 przeszedł do Arsenalu za 8 milionów funtów.

## Kariera reprezentacyjna
W 2007 roku wraz z reprezentacją Brazylii do lat 20 uczestniczył w Młodzieżowych Mistrzostwach Świata w Kanadzie – w turnieju tym wystąpił w meczach z Polską i Koreą Południową.
10 sierpnia 2010 zadebiutował w seniorskiej reprezentacji Brazylii w wygranym 2:0 towarzyskim meczu z USA. W 2011 roku uczestniczył w turnieju Copa América, który odbył się w Argentynie. 7 września 2012 w wygranym 1:0 spotkaniu z Republiką Południowej Afryki po raz pierwszy pełnił funkcję kapitana kadry.
W 2013 wystąpił w finale Pucharu Konfederacji, w którym Brazylia pokonała Hiszpanię 3:0.
W 2014 wystąpił na Mundialu w Brazylii. Zdobył tam dwa gole, najpierw w 1\8 finału z Chile (1:1 – zwycięstwo Brazylii po karnych) i drugi, z rzutu wolnego przeciwko reprezentacji Kolumbii (2:1). W półfinałowym meczu z Niemcami (1:7) przejął opaskę kapitańską od zawieszonego za kartki kolegi z Paris-Saint Germain, Thiago Silvy.

## Statystyki kariery klubowej
(aktualne na dzień 16 marca 2020)
| Vitória             | 2006               | Série C            | 26  | 1  | 2  | 0 | –  | –  | –  | –  | 25 | 1 | 53  | 2  |
| Vitória             | 2007               | Série B            | 0   | 0  | 0  | 0 | –  | –  | –  | –  | 2  | 0 | 2   | 0  |
| Benfica             | 2006/07            | Primeira Liga      | 10  | 0  | 0  | 0 | –  | –  | 4  | 0  | –  | – | 14  | 0  |
| Benfica             | 2007/08            | Primeira Liga      | 8   | 0  | 2  | 0 | 0  | 0  | 4  | 0  | –  | – | 14  | 0  |
| Benfica             | 2008/09            | Primeira Liga      | 19  | 2  | 2  | 0 | 4  | 0  | 2  | 1  | –  | – | 27  | 3  |
| Benfica             | 2009/10            | Primeira Liga      | 29  | 2  | 2  | 0 | 5  | 1  | 13 | 0  | –  | – | 49  | 3  |
| Benfica             | 2010/11            | Primeira Liga      | 16  | 0  | 3  | 0 | 2  | 0  | 6  | 0  | 1  | 0 | 28  | 0  |
| Chelsea             | 2010/11            | Premier League     | 12  | 2  | 0  | 0 | 0  | 0  | 0  | 0  | –  | – | 12  | 2  |
| Chelsea             | 2011/12            | Premier League     | 20  | 2  | 6  | 0 | 3  | 0  | 11 | 1  | –  | – | 40  | 3  |
| Chelsea             | 2012/13            | Premier League     | 30  | 2  | 6  | 0 | 4  | 1  | 14 | 4  | 3  | 0 | 57  | 7  |
| Chelsea             | 2013/14            | Premier League     | 19  | 0  | 3  | 0 | 3  | 0  | 9  | 0  | –  | – | 34  | 0  |
| Paris Saint-Germain | 2014/15            | Ligue 1            | 28  | 2  | 4  | 1 | 3  | 0  | 10 | 2  | –  | – | 45  | 5  |
| Paris Saint-Germain | 2015/16            | Ligue 1            | 25  | 1  | 3  | 0 | 4  | 1  | 7  | 1  | 1  | 0 | 40  | 3  |
| Paris Saint-Germain | 2016/17            | Ligue 1            | 3   | 0  | 0  | 0 | 0  | 0  | 0  | 0  | 1  | 0 | 4   | 0  |
| Chelsea             | 2016/17            | Premier League     | 33  | 1  | 3  | 0 | 2  | 0  | –  | –  | –  | – | 38  | 1  |
| Chelsea             | 2017/18            | Premier League     | 10  | 1  | 2  | 0 | 0  | 0  | 4  | 1  | 1  | 0 | 17  | 2  |
| Chelsea             | 2018/19            | Premier League     | 36  | 3  | 2  | 0 | 5  | 0  | 6  | 0  | 1  | 0 | 50  | 3  |
| Arsenal             | 2019/20            | Premier League     | 25  | 2  | 2  | 0 | 0  | 0  | 5  | 0  | –  | – | 32  | 2  |
| Ogólnie w karierze  | Ogólnie w karierze | Ogólnie w karierze | 349 | 21 | 42 | 1 | 95 | 10 | 90 | 10 | 35 | 1 | 555 | 36 |

## Statystyki kariery reprezentacyjnej
(aktualne na dzień 16 marca 2020)
| Reprezentacja | Rok     |    | Występy | Gole |
| ------------- | ------- | -- | ------- | ---- |
| Brazylia      | 2010    | 4  | 0       |      |
| Brazylia      | 2011    | 6  | 0       |      |
| Brazylia      | 2012    | 7  | 0       |      |
| Brazylia      | 2013    | 16 | 0       |      |
| Brazylia      | 2014    | 14 | 3       |      |
| Brazylia      | 2015    | 7  | 0       |      |
| Brazylia      | 2016    | 1  | 0       |      |
| Brazylia      | 2017    | 1  | 0       |      |
| Ogólnie       | Ogólnie | 56 | 3       |      |

| 1. | 28 czerwca 2014   | Belo Horizonte, Brazylia | Chile    | 1:0 | 1:1 | Mistrzostwa Świata 2014 |
| 2. | 4 lipca 2014      | Fortaleza, Brazylia      | Kolumbia | 2:0 | 2:1 | Mistrzostwa Świata 2014 |
| 3. | 18 listopada 2014 | Wiedeń, Austria          | Austria  | 1:0 | 2:1 | mecz towarzyski         |

## Sukcesy

### Benfica
- Mistrzostwo Portugalii: 2009/10
- Puchar Ligi Portugalskiej: 2008/09, 2009/10, 2010/11

### Chelsea
- Mistrzostwo Anglii: 2016/17
- Puchar Anglii: 2011/12, 2017/18
- Liga Mistrzów UEFA: 2011/12
- Liga Europy UEFA: 2012/13, 2018/19

### Paris Saint-Germain
- Mistrzostwo Francji: 2014/15, 2015/16
- Puchar Francji: 2014/15, 2015/16
- Puchar Ligi Francuskiej: 2015/16
- Superpuchar Francji: 2015, 2016

### Reprezentacyjne
- Puchar Konfederacji: 2013

### Indywidualne
- Gracz roku w Primeira Liga: 2009/10
- Gracz miesiąca w Premier League: marzec 2011
- Srebrna Piłka Klubowych mistrzostw świata: 2012
- Drużyna marzeń Mistrzostw świata: 2014
- Drużyna roku według FIFPro: 2014
- Drużyna roku w Ligue 1: 2014/15, 2015/16
- Drużyna roku PFA: 2016/17
- Drużyna roku według ESM: 2016/17
- Drużyna sezonu Ligi Europy UEFA: 2018/19